# Морская горчица морская
Морская горчица морская, или совпадая с родовым названием, Морская горчица (лат. Cakile maritima) — ботанический вид цветковых однолетних травянистых растений рода Морская горчица (Cakile) семейства Капустные (Brassicaceae).

## Ботаническое описание[2][3]
Однолетнее неопушенное травянистое растение 10-40(60) см высотой.
Стебли ветвящиеся, растопыренные.
Листья перистораздельные, довольно мясистые, суккулентные. Дольки листа линейные, по большей части цельнокрайние, тупые.
Чашелистики длиной 3-4 мм, прямостоячие, боковые у основания мешковидные. Лепестки розово-фиолетовые, (4)7-10(14) мм длиной, с выраженными ноготками. Тычиночные нити свободные. Завязь сидячая, столбика нет, рыльце сидячее. Цветоносы при плодоношении 4-6 мм длиной, направленные косо вверх.
Плоды — двучлениковые стручочки (10)18-22(25) мм длиной. Нижний членик обычно двузубчатый, верхний — мечевидный, одногнездный, односемянный. Семя прямое.
Цветение и плодоношение в марте-июне.

## Распространение и местообитание[2][3]
Природный ареал охватывает Скандинавию (к северу от 65° в Норвегии и Финляндии), Атлантическое побережье Европы, Средиземноморье, Балкано-Малоазиатский регион. В качестве заносного встречается по восточному побережью Северной Америки. В России произрастает на песчаных берегах Балтийского, Черного и Азовского морей, в Предкавказье и Западном Закавказье.

## Хозяйственное значение
Семена содержат жирное масло, однако в промышленных масштабах не используются.

## Классификация
Довольно изменчивый вид, в рамках которого выделяют несколько подвидов. Основным различием является форма и размер стручочка, также форма листьев.

### Таксономия[4]
Cakile maritima Scop., 1772, Fl. Carniol. , ed. 2, 2: 35
Вид Морская горчица морская относится к роду Морская горчица (Cakile) семейства Капустные (Brassicaceae) порядка Капустоцветные (Brassicales). Кладограмма в соответствии с Системой APG IV по состоянию на июнь 2023 года:
|  |                                      |  |                                   |                                   |                     |  | ещё 16 семейств | ещё 16 семейств |                         |  |                         |  | еще 6 подтвержденных видов и 1 вид, ожидающий подтверждения | еще 6 подтвержденных видов и 1 вид, ожидающий подтверждения |  |
|  |                                      |  |                                   |                                   |                     |  | ещё 16 семейств | ещё 16 семейств |                         |  |                         |  | еще 6 подтвержденных видов и 1 вид, ожидающий подтверждения | еще 6 подтвержденных видов и 1 вид, ожидающий подтверждения |  |
|  |                                      |  |                                   | порядок Капустоцветные            |                     |  |                 |                 | род Морская горчица     |  |                         |  |                                                             |                                                             |  |
|  |                                      |  |                                   | порядок Капустоцветные            |                     |  |                 |                 | род Морская горчица     |  | 3 внутривидовых таксона |  |                                                             |                                                             |  |
|  | отдел Цветковые, или Покрытосеменные |  |                                   |                                   | семейство Капустные |  |                 |                 | Морская горчица морская |  |                         |  |                                                             |                                                             |  |
|  | отдел Цветковые, или Покрытосеменные |  |                                   |                                   |                     |  |                 |                 |                         |  |                         |  |                                                             |                                                             |  |
|  |                                      |  | ещё 63 порядка цветковых растений | ещё 63 порядка цветковых растений |                     |  |                 | ещё 354 рода    | ещё 354 рода            |  |                         |  |                                                             |                                                             |  |
|  |                                      |  |                                   | ещё 63 порядка цветковых растений |                     |  |                 |                 | ещё 354 рода            |  |                         |  |                                                             |                                                             |  |

### Внутривидовые таксоны
- Cakile maritima subsp. baltica (Rouy & Foucaud) Hyl. ex P.W.Ball — Морская горчица балтийская
- Cakile maritima subsp. euxina (Pobed.) Nyár. — Морская горчица черноморская
- Cakile maritima subsp. integrifolia Hyl. ex Greuter & Burdet

### Синонимы
- Bunias americana  Raf.
- Bunias cakile  L.
- Bunias littoralis  Salisb.
- Bunias ovalis  Viv.
- Cakile aegyptia  Spreng.
- Cakile aegyptia var. australis  (Coss.) Maire  &  Weiller
- Cakile aegyptia var. hispanica  (Jord.) Maire  &  Weiller
- Cakile aegyptia var. latifolia  (Desf.) Maire  &  Weiller
- Cakile aegyptia var. susica  (Maire, Weiller  &  Wilczek) Maire  &  Weiller
- Cakile aegyptiaca  Willd.
- Cakile aegyptica  (L.) Maire  &  Weiller
- Cakile aegyptica  (L.)  Pignatti
- Cakile aegyptica var. australis  (Coss.) Maire
- Cakile aegyptica var. edentula  (Loret) Maire
- Cakile aegyptica var. hispanica  (Jord.) Maire
- Cakile aegyptica var. latifolia  (Desf.) Maire
- Cakile aegyptica var. susica  (Maire, Weiller  &  Wilczek) Maire
- Cakile bauhini  Jord.
- Cakile cakile  H.Karst.
- Cakile crenata  Jord.
- Cakile cyrenaica  Spreng.
- Cakile edentula  Jord.
- Cakile hispanica  L'Hér.  ex  DC.
- Cakile hispanica  Jord.
- Cakile latifolia  Poir.
- Cakile littoralis  Jord.
- Cakile maritima f. pandataria  (A.Terracc.)  O.E.Schulz
- Cakile maritima f. pygmaea  O.E.Schulz
- Cakile maritima subsp. aegyptica  (L.)  Nyman
- Cakile maritima subsp. maritima  –
- Cakile maritima var. aegyptica  (L.)  Delile
- Cakile maritima var. amblycarpa  O.E.Schulz
- Cakile maritima var. auriculata  Post
- Cakile maritima var. australis  Coss.
- Cakile maritima var. edentula  Loret
- Cakile maritima var. hispanica  (Jord.)  Paol.
- Cakile maritima var. integrifolia  W.D.J.Koch
- Cakile maritima var. laciniata  Hallier
- Cakile maritima var. latifolia  (Poir.)  Ostenf.
- Cakile maritima var. monosperma  (Lange)  O.E.Schulz
- Cakile maritima var. oxycarpa  O.E.Schulz
- Cakile maritima var. pandataria  N.Terracc.
- Cakile maritima var. pinnatifida  Delile
- Cakile maritima var. sessiliflora  O.E.Schulz
- Cakile maritima var. sinuatifolia  (Stokes)  DC.
- Cakile maritima var. susica  Maire, Weiller  &  Wilczek
- Cakile monosperma  Lange
- Cakile pinnatifida  Stokes
- Cakile serapionis  Gaertn.
- Cakile sinuatifolia  Stokes
- Crucifera cakile  E.H.L.Krause
- Isatis aegyptica  L.
- Isatis pinnata  Forssk.
- Rapistrum cakile  (L.)  Bergeret
- Rapistrum cakile  Crantz
- Rapistrum maritimum  J.P.Bergeret
- Rapistrum maritimum  (Scop.)  Bergeret  ex  DC.